# محمد صالح بن عيسى
محمد صالح بن عيسى (1 نوفمبر 1948) ولد بتونس هو أستاذ جامعي تونسي ووزير العدل في حكومة الحبيب الصيد في 2015.

## النشأة والمسيرة
شغل منصب عميد كلية العلوم القانونية والسياسية والاجتماعية بتونس من 2002 إلى 2008 كما شغل منصب كاتب عام للحكومة من جويلية إلى أكتوبر 2011. وهو رئيس سابق للجمعية التونسية للعلوم الإدارية إلى غاية 2013، وعضو سابق في المجلس العلمي للأكاديمية الدولية للقانون الدستوري. .